# Катастрофа Jetstream 32 под Роли
Катастрофа Jetstream 32 под Роли — авиационная катастрофа, произошедшая вечером 13 декабря 1994 года в штате Северная Каролина. 
Авиалайнер Jetstream 32 авиакомпании Flagship Airlines (работала под маркой American Eagle Airlines) выполнял плановый внутренний рейс AA3379 (позывной — Eagle Flight 379) по маршруту Гринсборо—Роли, но при заходе на посадку врезался в деревья и рухнул на землю недалеко от взлётной полосы аэропорта Роли. Из находившихся на его борту 20 человек (2 пилота и 18 пассажиров) выжили 5.

## Самолёт
British Aerospace Jetstream 32 (регистрационный номер N918AE, серийный 918) был выпущен в 1990 году (первый полёт совершил 4 декабря). 25 января 1991 года был передан авиакомпании Flagship Airlines. Оснащён двумя турбовинтовыми двигателями Garrett TPE331-12. На день катастрофы налетал 6577 часов.

## Экипаж
Экипаж рейса AA3379 состоял из двух пилотов:
- Командир воздушного судна (КВС) — 29-летний Майкл Хиллис (англ. Michael Hillis). Опытный пилот, проработал в авиакомпании Flagship Airlines 3 года и 11 месяцев (с 7 января 1991 года); ранее работал в авиакомпании Comair (с 8 января 1990 года по 7 января 1991 года). Управлял самолётами Saab 340, Short 330 и Jetstream 31. В должности командира Jetstream 32 — с 1 мая 1993 года (до этого управлял им в качестве второго пилота). Налетал 3499 часов, 457 из них на Jetstream 32.
- Второй пилот — 25-летний Мэттью Сейлор (англ. Matthew Sailor). Опытный пилот, проработал в авиакомпании Flagship Airlines 11 месяцев (с 6 декабря 1993 года). Управлял самолётом Cessna 500. В должности второго пилота Jetstream 32 — с 4 февраля 1994 года. Налетал 3452 часа, 677 из них на Jetstream 32.

## Хронология событий
КВС Хиллис и второй пилот Сейлор прибыли в офис авиакомпании Flagship Airlines около 13:00. Сначала они были назначены на двухдневный рейс, в который входили 3 рейса в первый день с ночёвкой в Гринвилле и 5 рейсов на второй день с пунктом назначения в Роли. Самолёт Jetstream 32 борт N918AE прибыл в аэропорт Роли-Дерхем в 12:13, сменяющийся экипаж сообщил, что все системы самолёта работают нормально и все их 4 рейса, выполненные на нём, прошли без отклонений. В 14:11 борт N918AE в качестве рейса AA3416 вылетел из Роли и в 14:49 (на 2 минуты раньше запланированного) приземлился в Гринсборо. В 15:30, после того, как пассажиры покинули самолёт, а сам лайнер был припаркован у гейта аэропорта Пьемонт-Триад, пилоты ушли в комнату отдыха. Около 16:20 агент поддержки обсудил с командиром потребности о количестве авиатоплива для перелёта в Роли. Он сказал, что по прибытии у них будет около 1000 фунтов авиатоплива, а при отбытии они будут брать ещё 700 фунтов. По запросу топливозаправщики распределили по 50 галлонов на каждый крыльевой топливный бак самолёта, чтобы получить общую топливную нагрузку 1700 фунтов. Экипаж покинул комнату отдыха около 16:50, в 17:00 рейс AA3379 отошёл от трапа аэропорта Гринсборо.
Агент на посадке, ответственный за рейс 3379, впоследствии оценил, что самолёт вернулся в зону выхода около 17:15. Она отдала диспетчерские бумаги командиру и на борт лайнера сели 18 пассажиров. Багаж и груз погрузили в самолёт, и она передала командиру грузовой манифест. КВС указал, что возникла проблема с центровкой, и они обсудили варианты устранения проблемы. В итоге из кормовой части грузового отсека были извлечены две сумки, и лайнер вырулил на ВПП в 17:53, на 8 минут позже.
Около 18:18 агент на посадке запросила у рейса 3379 время вылета, и второй пилот сообщил ей, что они вырулили на ВПП в 17:53 и взлетели в 18:03; также он сообщил, что задержка была связана с перестановкой багажа. Агент на посадке, которая ранее встречалась с обоими пилотами, впоследствии сообщила, что у пилотов было хорошее настроение — она описала командира как типичного тихого человека, а второго пилота как общительного человека.
Изначально полёт рейса 3379 проходил на крейсерском эшелоне 5000 футов, время полёта составляло 23 минуты. Затем рейс 3379 поднялся до 9000 футов. В 18:14 пилоты связались с диспетчерской службой захода на посадку в аэропорту Роли-Дерхем и сообщил, что получил автоматическую терминальную информационную службу (ATIS) «Сьерра». Авиадиспетчер посоветовал экипажу заходить на посадку на ВПП №5L. После некоторого обсуждения разрешения на посадку авиадиспетчер передал: Игл флайт 379, снижайте скорость до э-э… один восемь ноль, затем снижайтесь до шести тысяч…. Пилоты получили продолжающиеся векторы захода на посадку и были переключены на конечную точку управления радаром. в 18:25 диспетчер подхода проинструктировал их: …уменьшить до одного семи ноль, затем снижайтесь и поддерживайте три тысячи. В 18:28 авиадиспетчер предупредил пилотов рейса 3379 о турбулентности и спутном следе от Boeing 727, за которым они следовали, и назначил им головное расстояние 190°. В 18:30 диспетчер захода на посадку сообщил: Игл флайт 379, восемь из BARRT, повернуть налево курсом ноль семь ноль, присоединиться к курсу курсового радиомаяка на уровне две тысячи сто и выше, очищен по ILS, пять влево. Экипаж подтвердил разрешение и последующее изменение частоты башни Роли-Дерхем.
В 18:32 пилоты снова связались с вышкой аэропорта Роли, и авиадиспетчер передал: …посадку разрешаю с ветром ноль один ноль при движении в восемь, три с половиной мили, конечные семь двадцать семь. В 18:32:25 экипаж подтвердил разрешение: Разрешена посадка пять левая, 379. Это было последнее радиосообщение с борта рейса AA3379. В 18:34:17 на радиочастоте раздался неразборчивый шум.
В 18:33:28,7, согласно записи речевого самописца, шум одного из двигателей изменился, став похожим на увеличение оборотов, через секунду после того, как командир сказал: Высокая скорость; за этим немедленно последовала команда: Понизить передачу и закрылки 20. В это время рейс 3379 пролетел немного правее конечной точки захода на посадку BARRT, снизился до 2100 футов, а его скорость снизилась до 160 узлов. В 18:33:33,3 КВС спросил второго пилота: Почему горит лампа зажигания? У нас только что погасло пламя?. В течение следующих секунд экипаж обсуждал неисправность двигателя, поскольку лайнер смещался влево со скоростью примерно 2—3° в секунду и в конечном итоге пересёк центральную линию курсового радиомаяка в 18:33:45. В это время рейс 3379 отставал от Boeing 727 примерно на 3,8 мили.
В течение следующих нескольких секунд лайнер летел относительно ровно на высоте примерно 1800 футов, когда его скорость упала со 140 до 122 узлов и КВС сказал: Пойдем на второй круг. Менее чем за две секунды, в 18:34:05,3, прозвучало два сигнала GPWS о сваливании, командир сказал второму пилоту: Установи максимальную мощность, и скорость поворота влево увеличилась. Второй пилот сказал: Опустите нос, опустите нос, опустите нос, но самолёт оставался на высоте около 1800 футов, а скорость упала примерно до 119 узлов, поскольку скорость поворота влево увеличилась примерно до 5°.
В 18:34:09,4 и в 18:34:09,6 последовал тройной сигнал GPWS о сваливании. В это время лайнер находился на высоте 1775 футов, а его скорость снизилась до 111 узлов. Второй пилот спросил: Понял? и командир ответил: Да. В 18:34:12 скорость рейса 3379 снизилась до 103 узлов и второй пилот сказал: Опустите нос. В 18:34:13,2 второй пилот сказал: Не тот двигатель, не та нога. Примерно в это время скорость снижения быстро увеличилась до более чем 10 000 ф/мин. В 18:34:16 скорость поворота увеличилась примерно до 14° в секунду, так как скорость полёта быстро увеличивалась. В этот период было несколько значительных нормальных ускорений. За последние несколько секунд перед столкновением с деревьями лайнер окончательно стабилизировался на скорости около 170 узлов с нормальным абсолютным ускорением 2,5 g и курсом 290°.
В 18:34:26,6 рейс AA3379 врезался в деревья на частной территории, рухнул на землю и полностью разрушился. Погибли 15 человек — оба пилота и 13 пассажиров; выжили 5 пассажиров, все получили ранения. Катастрофа произошла в 7,4 километрах от аэропорта Роли-Дерхем в тёмное время суток в точке 30°50′05″ с. ш. 78°52′01″ з. д..

## Расследование
Расследование причин катастрофы рейса AA3379 проводил Национальный совет по безопасности на транспорте (NTSB).
Окончательный отчёт расследования был опубликован 24 октября 1995 года.

## Культурные аспекты
Катастрофа рейса 3379 Flagship Airlines показана в 22 сезоне канадского документального телесериала Расследования авиакатастроф в серии Неполадки в турбовинтовом двигателе.

### Комментарии
1. ↑  Здесь и далее указано Североамериканское восточное время — EST
2. ↑  Согласно записям речевого самописца, управление самолётом в течение всего полёта осуществлял КВС